# Scolitantides wahlgreni
Scolitantides wahlgreni är en fjärilsart som beskrevs av Felix Bryk 1946. Scolitantides wahlgreni ingår i släktet Scolitantides och familjen juvelvingar. Inga underarter finns listade.